# Monika Hess
Monika Hess (Engelberg, 24 maggio 1964) è un'ex sciatrice alpina svizzera.

## Biografia
Specialista delle prove tecniche originaria di Grafenort e sorella di Erika, a sua volta sciatrice alpina, Monika Hess ottenne il suo primo risultato di rilievo in Coppa del Mondo il 22 dicembre 1981 a Chamonix, in Francia, giungendo 10ª in slalom gigante. L'anno seguente, sempre in terra francese, ai Mondiali juniores disputati ad Auron vinse la medaglia d'argento nello slalom speciale alle spalle della jugoslava Anja Leskovšek, mentre ai Mondiali di Schladming dello stesso anno, dopo aver chiuso al 2º posto la prima manche dello slalom gigante dietro alla sorella Erika, uscì nel corso della seconda manche.
Il 14 dicembre 1983 conquistò in slalom speciale il suo primo podio in Coppa del Mondo a Sestriere, in Italia, chiudendo 3ª dietro all'italiana Maria Rosa Quario e all'austriaca Roswitha Steiner. Convocata per i XIV Giochi olimpici invernali di Sarajevo 1984 in Jugoslavia (oggi Bosnia ed Erzegovina), sua unica presenza olimpica, si classificò 15ª nello slalom gigante e 11ª nello slalom speciale.
Il 26 gennaio 1986 a Saint-Gervais-les-Bains ottenne l'unico successo di carriera in Coppa del Mondo, nonché ultimo podio, in combinata davanti alla svizzera Corinne Schmidhauser e all'austriaca Anita Wachter. Sullo stesso tracciato il 14 gennaio 1987 colse l'ultimo piazzamento della sua attività agonistica giungendo 15ª nello slalom speciale di Coppa del Mondo.

## Palmarès

### Mondiali juniores
- 1 medaglia:
  - 1 argento (slalom speciale ad Auron 1982)

### Coppa del Mondo
- Miglior piazzamento in classifica generale: 24ª nel 1984
- 2 podi (1 in slalom speciale, 1 in combinata):
  - 1 vittoria
  - 1 terzo posto

#### Coppa del Mondo - vittorie
| Data            | Località                | Paese   | Specialità |
| --------------- | ----------------------- | ------- | ---------- |
| 26 gennaio 1986 | Saint-Gervais-les-Bains | Francia | KB         |

Legenda:

KB = combinata

### Coppa Europa
- Miglior piazzamento in classifica generale: 8ª nel 1987